# Garaioa
Garaioa (oficialment, en castellà Garayoa) és un municipi de Navarra, a la comarca d'Auñamendi, dins la merindad de Sangüesa. Forma part de la vall d'Aezkoa

## Demografia
| Evolució demogràfica                               | Evolució demogràfica | Evolució demogràfica | Evolució demogràfica | Evolució demogràfica | Evolució demogràfica | Evolució demogràfica | Evolució demogràfica | Evolució demogràfica | Evolució demogràfica | Evolució demogràfica |
| 1996                                               | 1998                 | 1999                 | 2000                 | 2001                 | 2002                 | 2003                 | 2004                 | 2005                 | 2006                 | 2007                 |
| -------------------------------------------------- | -------------------- | -------------------- | -------------------- | -------------------- | -------------------- | -------------------- | -------------------- | -------------------- | -------------------- | -------------------- |
| 126                                                | 131                  | 134                  | 130                  | 127                  | 127                  | 130                  | 126                  | 123                  | 124                  | 122                  |
| Fonts: Garaioa i Institut d'Estadística de Navarra |                      |                      |                      |                      |                      |                      |                      |                      |                      |                      |